# Sphecozone niwina
Sphecozone niwina là một loài nhện trong họ Linyphiidae.
Loài này thuộc chi Sphecozone. Sphecozone niwina được Ralph Vary Chamberlin miêu tả năm 1916.